# Liste der Kulturdenkmale in Nebelschütz

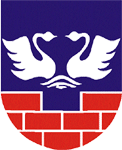
Wappen

In der Liste der Kulturdenkmale in Nebelschütz sind die Kulturdenkmale der sächsischen Gemeinde Nebelschütz verzeichnet, die bis Juli 2017 vom Landesamt für Denkmalpflege Sachsen erfasst wurden (ohne archäologische Kulturdenkmale). Die Anmerkungen sind zu beachten.
Diese Liste ist eine Teilliste der Liste der Kulturdenkmale im Landkreis Bautzen.

## Nebelschütz
| Bild                                    | Bezeichnung | Lage                                             | Datierung                                                                                | Beschreibung | ID       |
| --------------------------------------- | --- | ------------------------------------------------ | ---------------------------------------------------------------------------------------- | --- | -------- |
| Direkt Bild zu diesem Denkmal hochladen | Wohnhaus auf L-förmigem Grundriss sowie Einfriedung                                                                 | Am Steinbruch 2 (Karte)                          | Mitte 18. Jahrhundert                                                                    | Obergeschoss Fachwerk verschiefert, massiver Anbau mit großer Toreinfahrt, baugeschichtlich und ortsbildprägend von Bedeutung | 09227377 |
| Direkt Bild zu diesem Denkmal hochladen | Südliches Wohnstallhaus eines Zweiseithofes                                                                         | Am Steinbruch 5 (Karte)                          | Um 1800                                                                                  | Obergeschoss Fachwerk, baugeschichtlich und ortsgeschichtlich von Bedeutung | 09227379 |
| Weitere Bilder                          | Wohnstallhaus und zwei Seitengebäude eines Dreiseithofes                                                            | Hauptstraße 6 (Karte)                            | 18. Jahrhundert                                                                          | Wohnstallhaus Obergeschoss Fachwerk verputzt, ohne Anbauten, Seitengebäude mit großen Toreinfahrten, baugeschichtlich und ortsbildprägend von Bedeutung | 09227371 |
|                                         | Wohnstallhaus | Hauptstraße 8 (Karte)                            | Um 1700 oder älter                                                                       | Als Langständerbau errichtet, im Stubenbereich ausgemauert, Wandgefüge singulär, baugeschichtlich und hausgeschichtlich von Bedeutung | 09304164 |
|                                         | Betkreuz | Hauptstraße 12 (bei) (Karte)                     | Bezeichnet mit 1820                                                                      | Postament aus Granit, filigranes schmiedeeisernes Kruzifix, Korpus vergoldet, regionalgeschichtlich von Bedeutung | 09227363 |
|                                         | Wohnhaus | Hauptstraße 14 (Karte)                           | Anfang 19. Jahrhundert                                                                   | Obergeschoss Fachwerk verbrettert, prägnante und erhöhte Lage, weitgehend originale Bausubstanz, baugeschichtlich von Bedeutung | 09227365 |
|                                         | Betkreuz | Hauptstraße 16 (bei) (Karte)                     | Bezeichnet mit 1877                                                                      | Schmiedeeisernes Kruzifix, neugotisches Postament aus Granit, Korpus vergoldet, regionalgeschichtlich von Bedeutung, Lilienenden an Kreuzbalken, renoviert 1901 und 1979 | 09227364 |
| Weitere Bilder                          | Östliches Wohnstallhaus und gegenüber liegendes Seitengebäude eines Dreiseithofes                                   | Hauptstraße 23 (Karte)                           | 18. Jahrhundert                                                                          | Wohnstallhaus Obergeschoss Fachwerk, Satteldach, baugeschichtlich und straßenbildprägend von Bedeutung, Abbruchgenehmigung für nordwestliches Seitengebäude 1998 erteilt, heute Neubau, Einfriedung Abbruch | 09227372 |
| Weitere Bilder                          | Sogenanntes Wendentor; Torhaus                                                                                      | Hauptstraße 23 (hinter) (Karte)                  | 1896                                                                                     | Nachbildung der in den sorbischen Dörfern früher üblichen Torhäuser zur Ausstellung des Sächsischen Handwerks und Kunstgewerbes 1896 (mit wendischem Dorf) in Dresden, dokumentiert sorbisches Holzbauhandwerk in spezifischer Bauweise, baugeschichtlich und regionalgeschichtlich von Bedeutung. Das sogenannte „Wendentor“ wurde nach der Ausstellung von dem Leipziger Weinhändler Gotthelf Kühne erworben und im Seifersdorfer Tal bei der Grundmühle in Liegau-Augustusbad wieder aufgebaut, die Nachbildung der in den sorbischen Dörfern früher üblichen Torhäuser wurde 2006 nach Nebelschütz versetzt. | 09304207 |
|                                         | Gedenktafel für Jan Skala                                                                                           | Hauptstraße 24 (am Wohnstallhaus) (Karte)        | 1957                                                                                     | Ortsgeschichtlich von Bedeutung. Wohnstallhaus (zweigeschossig, Obergeschoss Fachwerk verputzt) am 24. April 2002 in Absprache mit Landratsamt Kamenz als Denkmal gestrichen, da Denkmaleigenschaft nicht begründbar im Rahmen eines Verwaltungsaktes. | 09227375 |
|                                         | Betkreuz | Hauptstraße 27 (bei) (Karte)                     | Bezeichnet mit 1863                                                                      | Schmiedeeisernes, filigranes Kruzifix auf Granitpostament, Korpus, Engel, Strahlenkranz vergoldet, regionalgeschichtlich von Bedeutung, überdacht | 09227374 |
| Direkt Bild zu diesem Denkmal hochladen | Wohnstallhaus (Umgebinde)                                                                                           | Hauptstraße 28 (Karte)                           | Mitte 18. Jahrhundert                                                                    | Obergeschoss Fachwerk, Frackdach, baugeschichtlich und ortsgeschichtlich von Bedeutung | 09227378 |
| Weitere Bilder                          | Katholische Kirche St. Martini Episcopi Confessoris, Denkmal für die Gefallenen des Ersten Weltkrieges und Betkreuz | Hauptstraße 29 (Karte)                           | Bezeichnet mit 1744 (Kirche); 1921 (Kriegerdenkmal); bezeichnet mit 1876–1912 (Betkreuz) | Saalkirche auf ovalem Grundriss, Putzfassade mit Doppel-Pilastergliederung, quadratischer Westturm, bleiverglaste Fenster, zum Teil farbig, Betkreuz: schmiedeeisernes Kruzifix mit Madonna (Hände verschränkt), baugeschichtlich und ortsgeschichtlich von Bedeutung, Wappenkartuschen | 09227376 |
| Direkt Bild zu diesem Denkmal hochladen | Scheune eines Vierseithofes                                                                                         | Jan-Skala-Straße 21, 23 (Karte)                  | Mitte 19. Jahrhundert                                                                    | Verputzter Bruchsteinbau mit zwei Toreinfahrten, Fledermausgaupen und Segmentbogenportal, baugeschichtlich und ortsbildprägend von Bedeutung, Lüftungsschlitze im Kniestock | 09227390 |
| Direkt Bild zu diesem Denkmal hochladen | Betkreuz | Jesauer Straße 1 (bei) (Karte)                   | Bezeichnet mit 1889                                                                      | Schmiedeeisernes Kruzifix auf Granitpostament mit Madonna, Madonna und Kruzifix vergoldet, regionalgeschichtlich von Bedeutung, Kreuz mit Dreipass, mit Stifterinitialen | 09227361 |
|                                         | Betkreuz | Lindenstraße (auf dem Friedhof) (Karte)          | 1974 am Kreuz datiert                                                                    | Hölzernes Kruzifix, farbig gefasst, regionalgeschichtlich von Bedeutung | 09227384 |
|                                         | Wohnstallhaus und zwei Seitengebäude eines Dreiseithofes                                                            | Lindenstraße 1 (Karte)                           | Mitte 19. Jahrhundert                                                                    | Wohnstallhaus Putzbau mit Satteldach, Seitengebäude Bruchsteinmauerwerk, baugeschichtlich und ortsbildprägend von Bedeutung, Seitengebäude mit geschlossener Tordurchfahrt, Tor erhalten, Fledermausgaupe, Torpfosten, ohne Anbau | 09227370 |
|                                         | Betkreuz | Bei Lindenstraße 1 (am Friedhofseingang) (Karte) | Bezeichnet mit 1864                                                                      | Filigranes schmiedeeisernes Kruzifix, Korpus vergoldet, Rosenkranzmadonna, regionalgeschichtlich von Bedeutung | 09227366 |
|                                         | Betkreuz | Lindenstraße 4 (bei) (Karte)                     | Bezeichnet mit 1922                                                                      | Schmiedeeisernes filigranes Kruzifix, vergoldeter Korpus, regionalgeschichtlich von Bedeutung | 09227367 |
|                                         | Betkreuz | Lindenstraße 7 (bei) (Karte)                     | Bezeichnet mit 1866                                                                      | Postament aus Granit, schmiedeeisernes filigranes Kruzifix, reich verziert, regionalgeschichtlich von Bedeutung | 09227368 |
|                                         | Betkreuz | Lindenstraße 8 (Karte)                           | Bezeichnet mit 1904                                                                      | Profiliertes Granitpostament mit Kruzifix, regionalgeschichtlich von Bedeutung, 2012 an der Straße nicht mehr auffindbar | 09227391 |
|                                         | Betkreuz | Lindenstraße 12 (bei) (Karte)                    | 1. Viertel 20. Jahrhundert                                                               | Hölzernes Kruzifix, Korpus gefasst, regionalgeschichtlich von Bedeutung, überdacht mit Laubsägearbeiten | 09227369 |
| Weitere Bilder                          | Wohnhaus, zwei Wirtschaftsgebäude und Scheune eines Rittergutes                                                     | Mühlweg 4 (Karte)                                | Laut Auskunft 1855                                                                       | Wohnhaus zweigeschossiger Putzbau mit Rundbogenfenstern, flachem Mittelrisalit und Walmdach, beide Seitengebäude zweigeschossige Putzbauten, eines mit zwei großen Toren, Scheune Putzbau mit hohem Krüppelwalmdach mit Fledermausgaupen, baugeschichtlich und ortsgeschichtlich von Bedeutung, Bruchsteinmauerwerk, Fachwerk an der Giebelseite des Scheunengebäudes Lehmausfachung | 09227373 |
| Weitere Bilder                          | Betkreuz | Zur Sandmühle (Karte)                            | Bezeichnet mit 1838                                                                      | Regionalgeschichtlich von Bedeutung, schmiedeeisernes Kruzifix mit deutscher Schrifttafel auf profiliertem Granitsockel, goldene Schrift: „H.W. – 1838“. 2019 in Crostwitz abgebaut, saniert und in Nebelschütz wieder aufgestellt. | 09228349 |

## Dürrwicknitz
| Bild                                    | Bezeichnung                                                                                    | Lage                                                          | Datierung                 | Beschreibung | ID       |
| --------------------------------------- | ---------------------------------------------------------------------------------------------- | ------------------------------------------------------------- | ------------------------- | --- | -------- |
| Weitere Bilder                          | Bildstock                                                                                      | (östlicher Ortsausgang) (Karte)                               | Bezeichnet mit 1789       | Postament, Säule mit Weinblättern bemalt, Kompositkapitell mit Reliefdarstellungen und Christus Salvator als Bekrönung, regionalgeschichtlich von Bedeutung, bezeichnet mit „14.8.1789“                                               | 09227435 |
|                                         | Betkreuz                                                                                       | (Straße zwischen Miltitz und Dürrwicknitz) (Karte)            | Bezeichnet mit 1881       | Schmiedeeisernes, filigranes Kruzifix mit Rosenkranzmadonna auf Granitpostament, regionalgeschichtlich von Bedeutung | 09227429 |
|                                         | Betkreuz                                                                                       | (Feldweg von Dürrwicknitz Richtung Panschwitz-Kuckau) (Karte) | Bezeichnet mit 1836       | Schmiedeeisernes Kruzifix auf Granitpostament, Korpus vergoldet, regionalgeschichtlich von Bedeutung | 09227436 |
|                                         | Bildstock                                                                                      | Dorfplatz 3 (bei) (Karte)                                     | Bezeichnet mit 1885       | Granitkubus mit verglaster Nische, darin farbig gefasste Madonna, regionalgeschichtlich von Bedeutung | 09227430 |
|                                         | Betkreuz                                                                                       | Dorfplatz 4 (bei) (Karte)                                     | 1. Hälfte 20. Jahrhundert | Holzkruzifix, gefasst, regionalgeschichtlich von Bedeutung | 09227431 |
| Direkt Bild zu diesem Denkmal hochladen | Wohnstallhaus, Seitengebäude und Scheune eines Dreiseithofes sowie Einfriedung mit Toreinfahrt | Dorfplatz 6 (Karte)                                           | Um 1800                   | Wohnstallhaus zweigeschossiger Putzbau, Fledermausgaupen, Krüppelwalmdach, Seitengebäude zweigeschossiger Putzbau, Krüppelwalmdach, weitgehend ursprüngliche Bausubstanz, baugeschichtlich und wirtschaftsgeschichtlich von Bedeutung | 09227433 |
| Direkt Bild zu diesem Denkmal hochladen | Toranlage mit Torbogen und Pforte                                                              | Dorfplatz 9 (Karte)                                           | 19. Jahrhundert           | Kulturgeschichtlich und straßenbildprägend von Bedeutung | 09227432 |
|                                         | Betkreuz                                                                                       | Dorfplatz 13 (bei) (Karte)                                    | Anfang 20. Jahrhundert    | Granitsockel mit Steinkreuz und Holzkruzifix, regionalgeschichtlich von Bedeutung | 09227434 |

## Miltitz
| Bild                                    | Bezeichnung                                                                 | Lage                                          | Datierung                 | Beschreibung | ID       |
| --------------------------------------- | --------------------------------------------------------------------------- | --------------------------------------------- | ------------------------- | --- | -------- |
|                                         | Betkreuz                                                                    | Dorfstraße 1 (bei) (Karte)                    | Bezeichnet mit 1962       | Kruzifix mit hölzernem Korpus, farbig gefasst, regionalgeschichtlich von Bedeutung, Abrissgenehmigung von 8/2002 für Wohnstallhaus, Abbruch vor 2006 erfolgt | 09227418 |
|                                         | Betkreuz                                                                    | Dorfstraße 3 (bei) (Karte)                    | Bezeichnet mit 1882       | Schmiedeeisernes Kreuz, mit Rosenkranzmadonna, auf Granitpostament, Madonna und Korpus vergoldet, regionalgeschichtlich von Bedeutung | 09227417 |
|                                         | Betkreuz                                                                    | Dorfstraße 4 (bei) (Karte)                    | Bezeichnet mit 1878       | Schmiedeeisernes Kruzifix, Granitpostament, Korpus gefasst, regionalgeschichtlich von Bedeutung | 09227416 |
| Direkt Bild zu diesem Denkmal hochladen | Wegestein                                                                   | Elstraer Straße (Ecke Dorfstraße) (Karte)     | 19. Jahrhundert           | Verkehrsgeschichtlich von Bedeutung, Granitstele mit pyramidalem Abschluss, Schriftfelder als Spiegel zurückgesetzt, mit schwarz ausgelegten Inschriften (Orts- und Entfernungsangaben in km sowie Richtungsweiser)                                                   | 09227415 |
|                                         | Betkreuz                                                                    | Elstraer Straße (Ecke Dorfstraße) (Karte)     | Bezeichnet mit 1858       | Schmiedeeisernes Kreuz, Granitpostament, Korpus vergoldet, regionalgeschichtlich von Bedeutung | 09227413 |
|                                         | Betkreuz                                                                    | Elstraer Straße (Ecke Kurze Straße) (Karte)   | 1. Hälfte 20. Jahrhundert | Holzkruzifix, gefasst, regionalgeschichtlich von Bedeutung | 09227428 |
|                                         | Betkreuz                                                                    | Elstraer Straße (Karte)                       | 1870er Jahre              | Schmiedeeisernes Kruzifix auf Granitpostament, mit Pietà (jünger), Pietà am Sockel und Korpus vergoldet, regionalgeschichtlich von Bedeutung | 09227420 |
|                                         | Gedenkstein für die Gefallenen des Ersten Weltkrieges                       | Elstraer Straße (Ecke Dorfstraße) (Karte)     | 1920                      | Ortsgeschichtlich von Bedeutung | 09227414 |
| Direkt Bild zu diesem Denkmal hochladen | Bruchsteinmauer der Einfriedung                                             | Elstraer Straße 7 (Karte)                     | 1. Hälfte 19. Jahrhundert | Ortsbildprägend von Bedeutung, original erhaltener Rest der ursprünglich umfangreicheren Hofeinfriedung, Abgrenzungsmauer zum Nachbargehöft, an einigen Stellen bereits Störungen und durchgängig nicht mehr originale Höhe                                           | 09302654 |
|                                         | Betkreuz                                                                    | Elstraer Straße 12 (bei) (Karte)              | Bezeichnet mit 1832       | Schmiedeeisernes Kruzifix auf Granitpostament, Korpus vergoldet, regionalgeschichtlich von Bedeutung | 09227419 |
| Direkt Bild zu diesem Denkmal hochladen | Seitengebäude eines Bauernhofes                                             | Elstraer Straße 18 (Karte)                    | 1. Hälfte 19. Jahrhundert | Bruchsteinbau mit Drempel und großen Toreinfahrten, weitgehend ursprünglich erhalten, baugeschichtlich und wirtschaftsgeschichtlich von Bedeutung, zweigeschossig, Bruchsteinmauerwerk, Granitgewände, Flaschenzug, Fledermausgaupen, Kniestock, Wohnhaus zu schlicht | 09227424 |
|                                         | Betkreuz                                                                    | Kurze Straße 2 (bei) (Karte)                  | Bezeichnet mit 1883       | Schmiedeeisernes Kreuz auf Granitpostament, mit Maria und Johannes, regionalgeschichtlich von Bedeutung, Figuren vergoldet, Postament mit neogotischen Reliefierungen                                                                                                 | 09227425 |
|                                         | Betkreuz                                                                    | Kurze Straße 8 (bei) (Karte)                  | Bezeichnet mit 1861       | Schmiedeeisernes Kruzifix auf Granitpostament, Korpus vergoldet, regionalgeschichtlich von Bedeutung | 09227426 |
| Direkt Bild zu diesem Denkmal hochladen | Wohnstallhaus                                                               | Wiesenweg 1 (Karte)                           | 1. Hälfte 19. Jahrhundert | Obergeschoss Fachwerk verbrettert, Frackdach, baugeschichtlich und ortsbildprägend von Bedeutung, Obergeschoss steht über, Abbruch zugestimmt Juli 1997 | 09227422 |
| Direkt Bild zu diesem Denkmal hochladen | Nordöstliches Wohnstallhaus und südliches Seitengebäude eines Dreiseithofes | Wiesenweg 2, 4 (Karte)                        | 1. Hälfte 19. Jahrhundert | Wohnstallhaus Obergeschoss Fachwerk verputzt, Seitengebäude Bruchsteinbau mit Stall, Tordurchfahrten und Heutür, weitgehend ursprüngliche Bausubstanz, baugeschichtlich und wirtschaftsgeschichtlich von Bedeutung                                                    | 09227423 |
|                                         | Betkreuz                                                                    | Bei Wiesenweg 3 (im Garten vor Nr. 1) (Karte) | Bezeichnet mit 1858       | Schmiedeeisernes Kruzifix auf Granitpostament, Korpus vergoldet, regionalgeschichtlich von Bedeutung | 09227421 |

## Piskowitz
| Bild                                    | Bezeichnung | Lage                                       | Datierung                  | Beschreibung | ID       |
| --------------------------------------- | --- | ------------------------------------------ | -------------------------- | --- | -------- |
|                                         | Betkreuz | Am Eichelberg 1 (bei) (Karte)              | Bezeichnet mit 1863        | Granitpostament, Kreuz neu, regionalgeschichtlich von Bedeutung, bis 2012 irrtümlich unter Eichelberg in der Denkmalliste | 09227439 |
| Weitere Bilder                          | Betkreuz | Am Sandberg (Ecke Kamenzer Straße) (Karte) | Bezeichnet mit 1959        | Gefasstes Holzkruzifix, regionalgeschichtlich von Bedeutung | 09227446 |
| Direkt Bild zu diesem Denkmal hochladen | Betkreuz | Am Sandberg 3 (bei) (Karte)                | Bezeichnet mit 1968        | Holzkruzifix, Korpus gefasst, regionalgeschichtlich von Bedeutung, Dach mit Laubsägearbeiten | 09227450 |
|                                         | Betkreuz | Am Sandberg 10 (bei) (Karte)               | Sockel bezeichnet mit 1953 | Schmiedeeisernes, filigranes Kruzifix, Rosenkranzmadonna, Korpus und Madonna vergoldet, regionalgeschichtlich von Bedeutung | 09227447 |
|                                         | Betkreuz | Am Sandberg 17 (bei) (Karte)               | Um 1950                    | Holzkruzifix, Korpus gefasst, regionalgeschichtlich von Bedeutung, schlichtes Holzkreuz mit hölzerner Überdachung und annähernd ovaler Inschrifttafel unter den Füßen des Gekreuzigten | 09300632 |
|                                         | Betkreuz | An der Försterei 4 (bei) (Karte)           | Bezeichnet mit 1936–1949   | Holzkruzifix, Korpus gefasst, regionalgeschichtlich von Bedeutung | 09227451 |
|                                         | Wohnstallhaus | An der Försterei 12 (Karte)                | 1. Hälfte 19. Jahrhundert  | Obergeschoss Fachwerk verputzt, Krüppelwalmdach, baugeschichtlich von Bedeutung | 09227444 |
|                                         | Steinkreuz | Kamenzer Straße (Ecke Parkstraße) (Karte)  | 15.–17. Jahrhundert        | Ortsgeschichtlich von Bedeutung | 09227440 |
|                                         | Bildstock | Kamenzer Straße (Ecke Parkstraße) (Karte)  | Bezeichnet mit 1870        | Postament, darüber segnende Christusfigur mit Weltkugel, regionalgeschichtlich von Bedeutung | 09227445 |
| Weitere Bilder                          | Bildstock | Kamenzer Straße 14 (bei) (Karte)           | Bezeichnet mit 1837        | Achteckiger Pfeiler auf quaderförmigem Sockel aus Granit, klassizistischer Aufsatz aus Sandstein mit Reliefdarstellungen, künstlerisch und regionalgeschichtlich von Bedeutung | 09227442 |
|                                         | Betkreuz | Kamenzer Straße 18 (bei) (Karte)           | Bezeichnet mit 1851        | Schmiedeeisernes Kruzifix auf Granitpostament, regionalgeschichtlich von Bedeutung, Korpus vergoldet | 09227381 |
|                                         | Wohnstallhaus eines Vierseithofes mit Einfriedung | Kamenzer Straße 20 (Karte)                 | Mitte 19. Jahrhundert      | Wohnstallhaus Obergeschoss Fachwerk, Giebel Fachwerk erhalten, baugeschichtlich und ortsbildprägend von Bedeutung | 09227382 |
|                                         | Herrenhaus über winkligem Grundriss, Gutspark und umgebende Einfriedungsmauer mit drei Torzugängen eines ehemaligen Rittergutes sowie Aussichtspunkt mit Linde an der Kamenzer Straße | Parkstraße 11, 13 (Karte)                  | 18. Jahrhundert            | Herrenhaus aus zwei winkligen Gebäudeteilen bestehend, zweigeschossige Putzbauten mit Walmdächern und Dachhäuschen, Gutspark mit altem Baumbestand, Steinsetzung (Aussichtspunkt) mit Linde gehörte ursprünglich wohl zum Areal des Gutsparks, baugeschichtlich, ortsgeschichtlich und landschaftsgestaltend von Bedeutung. Aussichtspunkt (Steinsetzung) mit Linde und Geophytenbestand (gefüllte und ungefüllte Schneeglöckchen) an der Kamenzer Straße Richtung Ralbitz-Rosenthal, Wegesystem im Gutspark, im östlichen Bereich Standort eines Findlings, alter Baumbestand (Linde, Ahorn, Rosskastanie, Hainbuche, Eiche, Ziersträucher). | 09227441 |
|                                         | Betkreuz | Parkstraße 19 (bei) (Karte)                | 19. Jahrhundert            | Historische Granitsäule eines ehemaligen Kruzifixes und hölzernes Kruzifix, davon nur Korpus der gekreuzigten Christusfigur unter Schutz. 1956 (nach Zerstörung 1945) wiederhergestellt, geschichtlicher, landschaftsprägender Wert, Zeugnis für lebendige Glaubenstradition und Brauchtum der Sorben im katholischen Gebiet des Landkreises Kamenz. Originalkreuz und Korpus in den letzten Kriegstagen 1945 zerstört, 1956 im Grundstück Parkstraße 19 wiederhergestellt. Besondere zeitgeschichtliche Bedeutung, weil Prof. Victor Klemperer und Frau dort Versteck vor drohender Deportation fanden (Erinnerungswert).                    | 09227437 |
|                                         | Betkreuz | Parkstraße 21 (bei) (Karte)                | Bezeichnet mit 1938        | Schmiedeeisernes Kruzifix, Kreuzigungsgruppe, regionalgeschichtlich von Bedeutung, Figuren vergoldet | 09227438 |

## Wendischbaselitz
| Bild                                    | Bezeichnung                                                                             | Lage                                         | Datierung                                                           | Beschreibung | ID       |
| --------------------------------------- | --------------------------------------------------------------------------------------- | -------------------------------------------- | ------------------------------------------------------------------- | --- | -------- |
| Weitere Bilder                          | Betkreuz                                                                                | (Straße nach Wendischbaselitz) (Karte)       | Bezeichnet mit 1839                                                 | Schmiedeeisernes Kruzifix auf Granitpostament mit vergoldetem Korpus, regionalgeschichtlich von Bedeutung | 09227407 |
|                                         | Betkreuz                                                                                | Kirchweg (Ecke Nebelschützer Straße) (Karte) | Bezeichnet mit 1873                                                 | Schmiedeeisernes Kreuz auf Granitpostament mit vergoldetem Korpus, regionalgeschichtlich von Bedeutung | 09227409 |
| Direkt Bild zu diesem Denkmal hochladen | Betkreuz                                                                                | Kirchweg 6 (bei) (Karte)                     | 2. Hälfte 19. Jahrhundert                                           | Granitkreuz und -postament mit vergoldetem Korpus, regionalgeschichtlich von Bedeutung | 09227408 |
| Weitere Bilder                          | Betkreuz                                                                                | Nebelschützer Straße (Talweg) (Karte)        | Bezeichnet mit 1931                                                 | Granitpostament und -kreuz mit vergoldetem Korpus und Einfriedung, regionalgeschichtlich von Bedeutung | 09227387 |
|                                         | Betkreuz                                                                                | Nebelschützer Straße 1 (bei) (Karte)         | Bezeichnet mit 1822                                                 | Schmiedeeisernes Kreuz mit floralen Verzierungen auf Granitpostament, regionalgeschichtlich von Bedeutung | 09227393 |
|                                         | Betkreuz                                                                                | Nebelschützer Straße 2 (bei) (Karte)         | Bezeichnet mit 1860                                                 | Schmiedeeisernes, filigranes Kreuz auf Granitpostament, regionalgeschichtlich von Bedeutung, Kreuz stark beschädigt | 09227394 |
|                                         | Wohnhaus (Umgebinde) und Toranlage mit Torbogen und Pforte                              | Nebelschützer Straße 9a (Karte)              | 2. Hälfte 19. Jahrhundert                                           | Umgebindehaus ohne traufseitigen Anbau, Obergeschoss Fachwerk verbrettert, singulär im Ort, baugeschichtlich und straßenbildprägend von Bedeutung. Wohnstallhaus: Obergeschoss Fachwerk, verbrettert, laut ALK-Daten besitzt dieses Gebäude die Nummer 9a.                    | 09227395 |
| Direkt Bild zu diesem Denkmal hochladen | Betkreuz                                                                                | Nebelschützer Straße 11 (bei) (Karte)        | 19. Jahrhundert                                                     | Granitkreuz und -postament, regionalgeschichtlich von Bedeutung, Korpus vergoldet | 09227385 |
|                                         | Betkreuz                                                                                | Nebelschützer Straße 13 (bei) (Karte)        | 19. Jahrhundert                                                     | Holzkreuz mit vergoldetem Korpus, regionalgeschichtlich von Bedeutung | 09227398 |
|                                         | Bildstock                                                                               | Nebelschützer Straße 13 (bei) (Karte)        | Bezeichnet mit 1836                                                 | Granitstein mit Figurennische und bekrönendem Kreuz, regionalgeschichtlich von Bedeutung | 09227399 |
| Direkt Bild zu diesem Denkmal hochladen | Betkreuz                                                                                | Nebelschützer Straße 18 (bei) (Karte)        | Bezeichnet mit 1935                                                 | Schmiedeeisernes Kreuz auf Granitpostament mit kniender Maria Magdalena, Korpus und Maria vergoldet, regionalgeschichtlich von Bedeutung | 09227392 |
|                                         | Betkreuz                                                                                | Nebelschützer Straße 19 (bei) (Karte)        | 2. Hälfte 19. Jahrhundert                                           | Granitpostament mit schmiedeeisernem Kreuz und vergoldetem Korpus, regionalgeschichtlich von Bedeutung | 09227388 |
| Direkt Bild zu diesem Denkmal hochladen | Betkreuz                                                                                | Nebelschützer Straße 28 (bei) (Karte)        | 2. Hälfte 19. Jahrhundert                                           | Granitkreuz und -postament, Korpus aus Marmor, regionalgeschichtlich von Bedeutung | 09227396 |
| Direkt Bild zu diesem Denkmal hochladen | Wohnstallhaus (ohne Stallanbau) und Toranlage mit Torbogen und Pforte                   | Nebelschützer Straße 30 (Karte)              | Mitte 19. Jahrhundert                                               | Wohnteil des Wohnstallhauses Obergeschoss Fachwerk, baugeschichtlich und ortsbildprägend von Bedeutung, im Wohnteil des Wohnstallhauses Obergeschoss Sichtfachwerk, hinterer Teil ehemaliger Stallteil (heute Wohnnutzung) kein Denkmal, weil durch Umnutzung stark verändert | 09227397 |
|                                         | Wohnstallhaus, daran anschließende Scheune und zwei Seitengebäude eines Dreiseithofes   | Nebelschützer Straße 33 (Karte)              | 18. Jahrhundert                                                     | Wohnstallhaus Obergeschoss Fachwerk, baugeschichtlich und straßenbildprägend von Bedeutung, Wohnstallhaus: Obergeschoss Fachwerk | 09227404 |
| Direkt Bild zu diesem Denkmal hochladen | Wohnstallhaus                                                                           | Nebelschützer Straße 35 (Karte)              | Mitte 19. Jahrhundert                                               | Obergeschoss Fachwerk, zum Teil verbrettert oder verputzt, Giebel verbrettert, baugeschichtlich von Bedeutung | 09227405 |
|                                         | Wohnstallhaus eines Dreiseithofes                                                       | Nebelschützer Straße 36 (Karte)              | 1. Hälfte 19. Jahrhundert                                           | Obergeschoss Fachwerk, Hofseite verbrettert, baugeschichtlich und ortsbildprägend von Bedeutung | 09227400 |
| Direkt Bild zu diesem Denkmal hochladen | Taubenhaus                                                                              | Nebelschützer Straße 44 (Karte)              | Um 1917                                                             | Hölzerner oktogonaler Bau mit Wetterfahne, kulturhistorisch von Bedeutung | 09227389 |
| Weitere Bilder                          | Betkreuz                                                                                | Nebelschützer Straße 46 (bei) (Karte)        | Bezeichnet mit 1869                                                 | Kreuzigungsgruppe auf Sandsteinpostament, regionalgeschichtlich von Bedeutung | 09227401 |
| Direkt Bild zu diesem Denkmal hochladen | Zwei Seitengebäude eines Dreiseithofes                                                  | Nebelschützer Straße 48, 48a (Karte)         | 2. Hälfte 19. Jahrhundert                                           | Bruchsteinbauten mit Krüppelwalmdächern und Fledermausgaupen, baugeschichtlich, sozialgeschichtlich und ortsbildprägend von Bedeutung, Bruchsteinmauerwerk, Krüppelwalmdach                                                                                                   | 09227403 |
| Direkt Bild zu diesem Denkmal hochladen | Bildstock                                                                               | Sportplatzweg (Karte)                        | Bezeichnet mit 1833                                                 | Granitstele mit verglaster Rundbogennische, von Kreuz bekrönt, regionalgeschichtlich von Bedeutung | 09227411 |
| Direkt Bild zu diesem Denkmal hochladen | Betkreuz                                                                                | Sportplatzweg (Karte)                        | Bezeichnet mit 1862                                                 | Schmiedeeisernes Kruzifix auf Granitpostament, regionalgeschichtlich von Bedeutung | 09227410 |
| Direkt Bild zu diesem Denkmal hochladen | Wohnstallhaus, Seitengebäude und Scheune eines Dreiseithofes, mit Einfriedung und Laube | Talweg 10 (Karte)                            | Bezeichnet mit 1844 (Wohnstallhaus); um 1800 (Scheune und Schuppen) | Weitgehend ursprüngliche Bausubstanz der markanten Hofanlage, Gebäude in Fachwerkbauweise, baugeschichtlich und sozialgeschichtlich von Bedeutung | 09227406 |

## Ehemalige Denkmäler

### Ehemaliges Denkmal (Miltitz)
| Bild                                    | Bezeichnung                               | Lage                   | Datierung                 | Beschreibung | ID       |
| --------------------------------------- | ----------------------------------------- | ---------------------- | ------------------------- | --- | -------- |
| Direkt Bild zu diesem Denkmal hochladen | Südliches Wohnstallhaus eines Bauernhofes | Kurze Straße 5 (Karte) | 1. Hälfte 19. Jahrhundert | Obergeschoss Fachwerk verbrettert, Giebel verputzt, baugeschichtlich und ortsbildprägend von Bedeutung; abgerissen | 09227427 |

### Ehemaliges Denkmal (Nebelschütz)
| Bild                                    | Bezeichnung                                                | Lage                       | Datierung    | Beschreibung                                                                   | ID       |
| --------------------------------------- | ---------------------------------------------------------- | -------------------------- | ------------ | ------------------------------------------------------------------------------ | -------- |
| Direkt Bild zu diesem Denkmal hochladen | Granitpostament eines Betkreuzes, Kruzifix nicht vorhanden | (an der Straße nach Wiesa) | Um 1860/1870 | Regionalgeschichtlich von Bedeutung; nach 2014 von der Denkmalliste gestrichen | 09227380 |
| Weitere Bilder                          | Gasthof                                                    | Hauptstraße 12 (Karte)     |              | Denkmalstatus gestrichen                                                       |          |

### Ehemaliges Denkmal (Piskowitz)
| Bild | Bezeichnung                                   | Lage                       | Datierung                 | Beschreibung | ID       |
| ---- | --------------------------------------------- | -------------------------- | ------------------------- | --- | -------- |
|      | Wohnstallhaus und Scheune eines Dreiseithofes | An der Försterei 1 (Karte) | 1. Hälfte 19. Jahrhundert | Wohnstallhaus Obergeschoss Fachwerk verputzt, Scheune als Rückgebäude mit großem Tor, weitgehend ursprüngliche Bausubstanz, bau- und wirtschaftsgeschichtlich von Bedeutung. Zwischen 2017 und 2024 aus der Denkmalliste gestrichen. | 09227443 |

## Tabellenlegende
- Bild: Bild des Kulturdenkmals, ggf. zusätzlich mit einem Link zu weiteren Fotos des Kulturdenkmals im Medienarchiv Wikimedia Commons. Wenn man auf das Kamerasymbol klickt, können Fotos zu Kulturdenkmalen aus dieser Liste hochgeladen werden:
- Bezeichnung: Denkmalgeschützte Objekte und ggf. Bauwerksname des Kulturdenkmals
- Lage: Straßenname und Hausnummer oder Flurstücknummer des Kulturdenkmals. Die Grundsortierung der Liste erfolgt nach dieser Adresse. Der Link (Karte) führt zu verschiedenen Kartendiensten mit der Position des Kulturdenkmals. Fehlt dieser Link, wurden die Koordinaten noch nicht eingetragen. Sind diese bekannt, können sie über ein Tool mit einer Kartenansicht einfach nachgetragen werden. In dieser Kartenansicht sind Kulturdenkmale ohne Koordinaten mit einem roten bzw. orangen Marker dargestellt und können durch Verschieben auf die richtige Position in der Karte mit Koordinaten versehen werden. Kulturdenkmale ohne Bild sind an einem blauen bzw. roten Marker erkennbar.
- Datierung: Baubeginn, Fertigstellung, Datum der Erstnennung oder grobe zeitliche Einordnung entsprechend des Eintrags in der sächsischen Denkmaldatenbank
- Beschreibung: Kurzcharakteristik des Kulturdenkmals entsprechend des Eintrags in der sächsischen Denkmaldatenbank, ggf. ergänzt durch die dort nur selten veröffentlichten Erfassungstexte oder zusätzliche Informationen
- ID: Vom Landesamt für Denkmalpflege Sachsen vergebene, das Kulturdenkmal eindeutig identifizierende Objekt-Nummer. Der Link führt zum PDF-Denkmaldokument des Landesamtes für Denkmalpflege Sachsen. Bei ehemaligen Kulturdenkmalen können die Objektnummern unbekannt sein und deshalb fehlen bzw. die Links von aus der Datenbank entfernten Objektnummern ins Leere führen. Ein ggf. vorhandenes Icon  führt zu den Angaben des Kulturdenkmals bei Wikidata.

## Ausführliche Denkmaltexte
1. ↑  Dehio – Handbuch der deutschen Kunstdenkmäler / Sachsen Band 1:

Katholische Pfarrkirche St. Martin. Architektonisch anspruchsvollste Barockkirche der Oberlausitz. Auf einer Anhöhe östlich des Dorfes gelegene Saalkirche über gestrecktem ovalem Grundriss mit Westturm und Sakristei im Osten. Unter dem Patronat der Äbtissin des Klosters Marienstern (Panschwitz-Kuckau) Cordula Sommer (Wappen mehrfach am Bau und am Altar) 1740–43 erbaut. 1830 die einst sehr hohe Turmbekrönung durch die heutige steinerne Laterne ersetzt. Restaurierungen 1907, 1970–75 (Inneres), 1985–92 (Fassaden). Das Äußere des verputzten Baues mit abgewalmtem Satteldach und Dachreiter im Osten wird durch strebepfeilerartige, gekuppelte Pilaster und umlaufendes stark verkröpftes Gesims gegliedert. Das Gesims bindet den quadratischen Turm mit dem Langhaus zu einem einheitlichen Baukörper zusammen. Die unteren größeren Fenster mit geschweiften Verdachungen über geohrten Granitgewänden, die oberen mit flachen Segmentbögen. Portale am Turm und an der Südseite mit Wappen der Cordula Sommer. Der Turm mit gebrochenen Ecken und Eckpilastern bzw. im Obergeschoss Lisenen. Die Sakristei auf quadratischem  Grundriss mit gebrochenen Ecken und abgewalmtem Satteldach. Dem Außenbau entspricht im Innern die straffe Gliederung der Wände durch gekuppelte Pilaster ionischer Ordnung, ein umlaufendes Gebälk, darüber von Gurten gegliedertes Tonnengewölbe, an den Stirnseiten Kalotten. Stichkappen öffnen das Gewölbe zu den oberen Fenstern hin. Die großzügige hölzerne Orgelempore im Westen auf profilierten Säulen, die geschwungene Brüstung auf kräftigen profilierten Balustern. Der Altarplatz durch zwei geschwungene Stufen erhöht. Altar von 1744, vermutlich aus der Werkstatt von Franz Xaver Karl Palko aus Prag. Stattlicher Aufbau aus Holz mit korinthischen Säulen. Das Altarbild, Maria Himmelfahrt, in ornamental bewegtem Rahmen, darüber Darstellung des hl. Martin. Der Aufsatz über dem Gebälk, der bis in das Gewölbe reicht, mit Putten, großer Sonne und Marienmonogramm. Unten seitlich die Figuren der hll. Katharina und Margareta. Von den Nebenaltären ist nur das Gemälde des hl. Martin erhalten, von Prinzessin Mathilde, Herzogin von Sachsen, 1899. Die achteckige Kanzel, Holz, mit Hochreliefs der Evangelisten am Korb, aus der Entstehungszeit. Reizvolle Taufe, Holz, auf drei Konsolen stehend, auf dem Deckel Taufe Christi, weiß mit Vergoldungen und Marmorierung, ebenfalls von 1744. Jehmlich-Orgel, um 1930, Gehäuse vermutlich 1833–35.